# Barice (Bijelo Polje)
Pour les articles homonymes, voir Barice.
Barice (en serbe cyrillique: Барице) est un village du nord-est du Monténégro, dans la municipalité de Bijelo Polje.

## Démographie

### Évolution historique de la population
| 1948 | 1953 | 1961 | 1971 | 1981 | 1991 | 2003 |
| ---- | ---- | ---- | ---- | ---- | ---- | ---- |
| 600  | 696  | 717  | 683  | 518  | 399  | 291  |